# أوري أتيكا
اذني عتيقه (بالفرنسية: Aure Atika) هي مخرجة وممثلة فرنسية، ولدت في 12 يوليو 1970 في البرتغال.

## أعمال

### أفلام
- (2004) تينجا
- (2009) الانسة شامبون
- (2014) صيف في بروفنس[1]

## وصلات خارجية
- أوري أتيكا على موقع IMDb (الإنجليزية)
- أوري أتيكا على موقع قاعدة بيانات الأفلام العربية
- أوري أتيكا على موقع ألو سيني (الفرنسية)
- أوري أتيكا على موقع أول موفي (الإنجليزية)
- أوري أتيكا على موقع قاعدة بيانات الأفلام السويدية (السويدية)
- أوري أتيكا على موقع قاعدة بيانات الفيلم (الإنجليزية)
- أوري أتيكا على موقع كينوبويسك (الروسية)